# (381260) Ouellette
(381260) Ouellette est un astéroïde de la ceinture principale.

## Description
(381260) Ouellette est un astéroïde de la ceinture principale. Il fut découvert le 11 octobre 2007 à Mauna Kea par David D. Balam. Il présente une orbite caractérisée par un demi-grand axe de 3,02 UA, une excentricité de 0,14 et une inclinaison de 11,4° par rapport à l'écliptique.

## Compléments